# Mojca Dežman
Mojca Dežman, slovenska alpska smučarka, * 14. maj 1967.
Dežmanova je na Zimskih olimpijskih igrah 1988 v Calgaryju v slalomu osvojila 9. mesto.